# Maraú
Maraú est une municipalité brésilienne de l'État de Bahia et la microrégion de Valença.